# Clemens Giebel
Clemens Giebel (* 1974 in Köln) ist ein deutscher Schauspieler und Musiker.

## Leben

### Ausbildung
Clemens Giebel absolvierte seine Schauspielausbildung von 1994 bis 1998 an der Hochschule für Musik und Darstellende Kunst in Frankfurt am Main. Seine Ausbildung schloss er mit dem Schauspiel-Diplom ab. Giebel, der Klavier-, Schlagzeug- und Gitarrenunterricht erhielt, hatte sich zunächst auch parallel auf ein Musikstudium vorbereitet, entschied sich dann jedoch für das Schauspiel.

### Theater
Nach ersten Gastverträgen in Frankfurt, Halle/Saale und am Staatstheater Stuttgart erhielt er 1998 sein erstes Festengagement am Theater Heidelberg, wo u. a. Happy Loman in Tod eines Handlungsreisenden und Moritz Stiefel in Frühlings Erwachen (Regie: Jule Ronstedt) spielte und
mit den Regisseuren Michael Quast, Hermann Schmidt-Rahmer, Andreas von Studnitz, Jasper Brandis, Christian Paade, Michael Wedekind und Pit Holzwarth arbeitete.
Von 2002 bis zum Ende der Spielzeit 2009/10 gehörte er fest zum Schauspielensemble des Staatstheaters Braunschweig und war dort als Mephisto in Faust I, als Alexander DeLarge in A Clockwork Orange, als Edgar in König Lear, als Romeo in Romeo und Julia, als Trofimow in Der Kirschgarten, als Konsul Christian Buddenbrook in John von Düffels Thomas-Mann-Bearbeitung der Buddenbrooks, als Marquis von Posa in Don Karlos und in vielen anderen Rollen zu sehen. Hier arbeitete er u. a. mit Regisseuren wie Wolfgang Gropper, Thomas Goritzki, Thomas Krupa, Mario Portmann, Heinz Kreidl, Davoud Bouchehri, Holger Berg, Kay Neumann, Erik Altorfer und Eva Veiders zusammen.
Seit 2010 ist Giebel als freier Schauspieler und Musiker tätig. Er gastierte in mehreren Produktionen am Theater Erlangen (2010–14), außerdem am Theater Bremerhaven (2011; als Graf Leicester in Maria Stuart), am Schauspiel Essen, wo er 2012 in der Uraufführung des Stücks Die Ästhetik des Widerstandes nach dem Roman von Peter Weiss in den Rollen der Widerstandskämpfer Hans Coppi/Jakob Rosner mitwirkte, und am Theater Regensburg (2012–2014), wo er u. a. den Franz Moor in Schillers Die Räuber (2012; Regie: Marcus Lobbes) spielte.
2011 gastierte Giebel bei den Burgfestspielen Bad Vilbel als Marquis von Posa. 2015 und 2016 spielte Clemens Giebel, jeweils unter der Regie von Thomas Goritzki, den Sganerelle in Molières Don Juan oder der Steinerne Gast sowie den Franz Moor bei den Freilichtspielen Schwäbisch Hall. 2019 gastierte er am Staatstheater Darmstadt in Die 39 Stufen (Regie: Antje Thoms) als „Der Mann am Schlagzeug“.

### Film und Fernsehen
Neben seiner Theaterarbeit hat er auch in diversen Film- und Fernsehproduktionen mitgewirkt. In dem Fernsehfilm Marie Brand und der Sündenfall (Erstausstrahlung: April 2011) aus der ZDF-Krimireihe Marie Brand war er, das Opfer, ein gläubiger Christ, der regelmäßig zur Kirche ging. Es folgten Episodenrollen in den Fernsehserien SOKO Köln (2013), Die Rosenheim-Cops (2014) und Heiter bis tödlich: Hubert und Staller (2015).
In der ZDF-Krimiserie SOKO Köln (November 2016) übernahm er eine Episodenhauptrolle als tatverdächtiger, alleinerziehender Familienvater und Verpächter, der versucht, den Besitzer einer Minigolfanlage mit allen Mitteln von seinem Grundstück zu vertreiben. Im Dezember 2016 folgte eine Episodenrolle in der ZDF-Serie Die Chefin als Rechtsanwalt Jan Kantereit, der unter Verdacht gerät, an der Entführung seines Mandanten aus der Haft beteiligt gewesen zu sein.
In der 15. Staffel der ZDF-Serie Der Staatsanwalt (2020) hatte er eine Episodennebenrolle als Notar Dr. Wöllner.

### Musik
Giebel, der mehrere Instrumente spielt, ist auch als Musiker tätig. Als musikalischer Leiter und Produzent verantwortete er die Bühnenmusiken bei verschiedenen Theaterproduktionen u. a. am Hans Otto Theater Potsdam Theater Regensburg, Theater Erlangen, Theater Münster und am Theater Ingolstadt. Nach verschiedenen musikalischen Projekten, sowohl solo als auch in Zusammenarbeit mit anderen Künstlern, gründete er 2013 als „CATO“ zusammen mit der Musikerin JANKO (Rebekka Maier) sein Elektropop-Duo „CATO JANKO“.

### Privates
Giebel ist Vater einer Tochter. Seine Lebensgefährtin ist Schauspielerin und arbeitete ebenfalls u. a. am Theater Regensburg. Giebel lebt in Mainz.

## Filmografie (Auswahl)
- 2011: Marie Brand und der Sündenfall (Fernsehreihe)
- 2011: Eine dunkle Begierde (Kinofilm; A Dangerous Method, Regie: David Cronenberg)
- 2011: Kommissar Stolberg (Fernsehserie; Folge: Ehebruch)
- 2012: Ein Fall für die Anrheiner (Fernsehserie; Folge: Papier lügt nicht)
- 2012: Die Blaumänner (Fernsehserie; Folge: Vatertag)
- 2013: Das Problem des Schnellstfluges (Kurzfilm, Regie: Philipp Käßbohrer)
- 2013: SOKO Köln (Fernsehserie; Folge: Verschwunden)
- 2014: Die Rosenheim-Cops (Fernsehserie; Folge: Mord unter Freunden)
- 2015: Heiter bis tödlich: Hubert und Staller (Fernsehserie; Folge: Tod an Loch 6)
- 2016: SOKO Köln (Fernsehserie; Folge: Wetten, dass ...?)
- 2016: Die Chefin (Fernsehserie; Folge: Kopf gegen Herz)
- 2017: Ein Schnupfen hätte auch gereicht (Fernsehfilm)
- 2019: Die Läusemutter (Comedy-Fernsehserie)
- 2019: Auerhaus (Kinofilm, Regie: Neele Vollmar)
- 2020: Rentnercops (Fernsehserie; Folge: Aliens)
- 2020: Der Staatsanwalt (Fernsehserie; Folge: Fangschuss)